# Маунтин Лејкс (Њу Џерзи)
Маунтин Лејкс (енгл. Mountain Lakes) град је у америчкој савезној држави Њу Џерзи.

## Демографија
По попису из 2010. године број становника је 4.160, што је 96 (-2,3%) становника мање него 2000. године.
| Група             | 2000.         | 2010.         |
| Белци             | 3.908 (91,8%) | 3.638 (87,5%) |
| Афроамериканци    | 16 (0,4%)     | 15 (0,4%)     |
| Азијати           | 220 (5,2%)    | 318 (7,6%)    |
| Хиспаноамериканци | 72 (1,7%)     | 106 (2,5%)    |
| Укупно            | 4.256         | 4.160         |